# Liga Intercalar de 2009–10
A Liga Intercalar 2009/2010 é a terceira edição da Liga Intercalar. O vencedor final foi o Grupo Desportivo Estoril Praia.

## Modelo de Competição
Nesta edição, em relação à época anterior, voltam a entrar as equipas da Zona Sul juntamente com os 2 grandes de Lisboa (Benfica e Sporting). Houve no entanto duas desistências (Estoril e Fátima) pelo qual a Zona Sul só contará com 5 equipas.

## Primeira Fase

### Zona Norte

#### Campeonato de Inverno
O Campeonato de Inverno da Zona Norte realizou-se entre 14 de Outubro de 2009 e 6 de Janeiro de 2010.
O sorteio das jornadas foi divulgado a 6 de Outubro:
Equipas participantes
| AF Aveiro - Feirense | AF Braga - Braga - Vitória de Guimarães | AF Porto - Leixões - Paços de Ferreira - Porto - Trofense - Varzim |

##### Classificação
|    | Equipa               | Pts | J | V | ESG | ECG | D | GM | GS | +/- | Comentários                   |
| -- | -------------------- | --- | - | - | --- | --- | - | -- | -- | --- | ----------------------------- |
| 1. | Varzim               | 15  | 7 | 5 | 0   | 0   | 2 | 10 | 4  | +6  | Apurados para a fase seguinte |
| 2. | Leixões              | 14  | 7 | 4 | 0   | 1   | 2 | 14 | 11 | +3  | Apurados para a fase seguinte |
| 3. | Paços de Ferreira    | 14  | 7 | 4 | 0   | 1   | 2 | 12 | 7  | +5  |                               |
| 4. | Feirense             | 12  | 7 | 2 | 0   | 3   | 2 | 11 | 7  | +4  |                               |
| 5. | Porto                | 10  | 7 | 2 | 0   | 2   | 3 | 9  | 12 | -3  |                               |
| 6. | Vitória de Guimarães | 9   | 7 | 1 | 0   | 3   | 3 | 8  | 10 | -2  |                               |
| 7. | Braga                | 9   | 7 | 3 | 0   | 0   | 4 | 9  | 16 | -7  |                               |
| 8. | Trofense             | 7   | 7 | 1 | 0   | 1   | 6 | 10 | 16 | -6  |                               |

##### Jornadas
| 1ª Jornada (14 de Outubro) | 1ª Jornada (14 de Outubro) | 1ª Jornada (14 de Outubro) |
| -------------------------- | -------------------------- | -------------------------- |
| Equipa 1                   | Resultado                  | Equipa 2                   |
| Varzim                     | 1 - 0                      | Feirense                   |
| Leixões                    | 2 - 1                      | Paços de Ferreira          |
| Braga                      | 0 - 3                      | Trofense                   |
| Vitória de Guimarães       | 1 - 1                      | Porto                      |

| 2ª Jornada (21 de Outubro) | 2ª Jornada (21 de Outubro) | 2ª Jornada (21 de Outubro) |
| -------------------------- | -------------------------- | -------------------------- |
| Equipa 1                   | Resultado                  | Equipa 2                   |
| Feirense                   | 2 - 1                      | Leixões                    |
| Porto                      | 0 - 2                      | Varzim                     |
| Paços de Ferreira          | 3 - 1                      | Braga                      |
| Trofense                   | 2 - 2                      | Vitória de Guimarães       |

| 3ª Jornada (4 de Novembro) | 3ª Jornada (4 de Novembro) | 3ª Jornada (4 de Novembro) |
| -------------------------- | -------------------------- | -------------------------- |
| Equipa 1                   | Resultado                  | Equipa 2                   |
| Braga                      | 0 - 5                      | Feirense                   |
| Leixões                    | 2 - 0                      | Varzim                     |
| Vitória de Guimarães       | 1 - 2                      | Paços de Ferreira          |
| Porto                      | 5 - 2                      | Trofense                   |

| 4ª Jornada (18 de Novembro) | 4ª Jornada (18 de Novembro) | 4ª Jornada (18 de Novembro) |
| --------------------------- | --------------------------- | --------------------------- |
| Equipa 1                    | Resultado                   | Equipa 2                    |
| Feirense                    | 1 - 1                       | Feirense                    |
| Paços de Ferreira           | 2 - 0                       | Trofense                    |
| Varzim                      | 0 - 2                       | Braga                       |
| Leixões                     | 2 - 2                       | Porto                       |

| 5ª Jornada (25 de Novembro) | 5ª Jornada (25 de Novembro) | 5ª Jornada (25 de Novembro) |
| --------------------------- | --------------------------- | --------------------------- |
| Equipa 1                    | Resultado                   | Equipa 2                    |
| Trofense                    | 2 - 2                       | Feirense                    |
| Vitória de Guimarães        | 0 - 2                       | Varzim                      |
| Braga                       | 4 - 3                       | Leixões                     |
| Porto                       | 0 - 3                       | Paços de Ferreira           |

| 6ª Jornada (16 de Dezembro) | 6ª Jornada (16 de Dezembro) | 6ª Jornada (16 de Dezembro) |
| --------------------------- | --------------------------- | --------------------------- |
| Equipa 1                    | Resultado                   | Equipa 2                    |
| Feirense                    | 1 - 1                       | Paços de Ferreira           |
| Varzim                      | 3 - 0                       | Trofense                    |
| Leixões                     | 2 - 1                       | Vitória de Guimarães        |
| Braga                       | 2 - 0                       | Porto                       |

| \| 7ª Jornada (6 de Janeiro) \| 7ª Jornada (6 de Janeiro) \| 7ª Jornada (6 de Janeiro) \| \| ------------------------- \| ------------------------- \| ------------------------- \| \| Equipa 1 \| Resultado \| Equipa 2 \| \| Porto \| 1 - 0 \| Feirense \| \| Paços de Ferreira \| 0 - 2 \| Varzim \| \| Trofense \| 1 - 2 \| Leixões \| \| Vitória de Guimarães \| 2 - 0 \| Braga \| |           |          |
| 7ª Jornada (6 de Janeiro) |           |          |
| Equipa 1 | Resultado | Equipa 2 |
| Porto | 1 - 0     | Feirense |
| Paços de Ferreira | 0 - 2     | Varzim   |
| Trofense | 1 - 2     | Leixões  |
| Vitória de Guimarães | 2 - 0     | Braga    |

#### Campeonato de Primavera
O Campeonato de Primavera da Zona Norte realizar-se-à entre 27 de Janeiro de 2009 e 24 de Março de 2010.

##### Classificação
|    | Equipa               | Pts | J | V | ESG | ECG | D | GM | GS | +/- | Comentários                                   |
| -- | -------------------- | --- | - | - | --- | --- | - | -- | -- | --- | --------------------------------------------- |
| 1. | Paços de Ferreira    | 13  | 7 | 3 | 0   | 2   | 2 | 10 | 8  | +2  | Apurados para a fase seguinte                 |
| 2. | Varzim               | 13  | 7 | 3 | 0   | 2   | 2 | 12 | 11 | +1  | Apuramento garantido no campeonato de inverno |
| 3. | Porto                | 12  | 7 | 4 | 0   | 0   | 5 | 8  | 6  | +2  | Apurados para a fase seguinte                 |
| 4. | Trofense             | 11  | 7 | 3 | 0   | 1   | 3 | 9  | 8  | +1  |                                               |
| 5. | Braga                | 11  | 7 | 3 | 0   | 1   | 3 | 16 | 15 | +1  |                                               |
| 6. | Leixões              | 10  | 7 | 2 | 0   | 2   | 3 | 7  | 9  | -2  |                                               |
| 7. | Feirense             | 9   | 7 | 2 | 1   | 1   | 3 | 10 | 12 | -2  |                                               |
| 8. | Vitória de Guimarães | 9   | 7 | 2 | 1   | 1   | 3 | 8  | 11 | -3  |                                               |

##### Jornadas
| 1ª Jornada (27 de Janeiro) | 1ª Jornada (27 de Janeiro) | 1ª Jornada (27 de Janeiro) |
| -------------------------- | -------------------------- | -------------------------- |
| Equipa 1                   | Resultado                  | Equipa 2                   |
| Porto                      | 0 - 1                      | Vitória de Guimarães       |
| Paços de Ferreira          | 2 - 0                      | Leixões                    |
| Trofense                   | 4 - 1                      | Braga                      |
| Feirense                   | 1 - 2                      | Varzim                     |

| 2ª Jornada (17 de Fevereiro) | 2ª Jornada (17 de Fevereiro) | 2ª Jornada (17 de Fevereiro) |
| ---------------------------- | ---------------------------- | ---------------------------- |
| Equipa 1                     | Resultado                    | Equipa 2                     |
| Varzim                       | 0 - 2                        | Porto                        |
| Braga                        | 3 - 1                        | Paços de Ferreira            |
| Vitória de Guimarães         | 2 - 0                        | Trofense                     |
| Leixões                      | 2 - 0                        | Feirense                     |

| 3ª Jornada (24 de Fevereiro) | 3ª Jornada (24 de Fevereiro) | 3ª Jornada (24 de Fevereiro) |
| ---------------------------- | ---------------------------- | ---------------------------- |
| Equipa 1                     | Resultado                    | Equipa 2                     |
| Trofense                     | 0 - 1                        | Porto                        |
| Paços de Ferreira            | 2 - 0                        | Vitória de Guimarães         |
| Varzim                       | 2 - 0                        | Leixões                      |
| Feirense                     | 3 - 2                        | Braga                        |

| 4ª Jornada (2 de Março) | 4ª Jornada (2 de Março) | 4ª Jornada (2 de Março) |
| ----------------------- | ----------------------- | ----------------------- |
| Equipa 1                | Resultado               | Equipa 2                |
| Trofense                | 2 - 1                   | Paços de Ferreira       |
| Varzim                  | 2 - 4                   | Braga                   |
| Leixões                 | 1 - 0                   | Porto                   |
| Vitória de Guimarães    | 0 - 0                   | Feirense                |

| 5ª Jornada (10 de Março) | 5ª Jornada (10 de Março) | 5ª Jornada (10 de Março) |
| ------------------------ | ------------------------ | ------------------------ |
| Equipa 1                 | Resultado                | Equipa 2                 |
| Paços de Ferreira        | 1 - 0                    | Porto                    |
| Feirense                 | 1 - 0                    | Trofense                 |
| Varzim                   | 3 - 1                    | Vitória de Guimarães     |
| Leixões                  | 2 - 2                    | Braga                    |

| 6ª Jornada (16 de Março) | 6ª Jornada (16 de Março) | 6ª Jornada (16 de Março) |
| ------------------------ | ------------------------ | ------------------------ |
| Equipa 1                 | Resultado                | Equipa 2                 |
| Porto                    | 1 - 0                    | Braga                    |
| Paços de Ferreira        | 2 - 2                    | Feirense                 |
| Vitória de Guimarães     | 2 - 2                    | Leixões                  |
| Trofense                 | 2 - 2                    | Varzim                   |

| \| 7ª Jornada (24 de Março) \| 7ª Jornada (24 de Março) \| 7ª Jornada (24 de Março) \| \| ------------------------ \| ------------------------ \| ------------------------ \| \| Equipa 1 \| Resultado \| Equipa 2 \| \| Varzim \| 1 - 1 \| Paços de Ferreira \| \| Feirense \| 3 - 4 \| Porto \| \| Braga \| 4 - 2 \| Vitória de Guimarães \| \| Leixões \| 0 - 1 \| Trofense \| |           |                      |
| 7ª Jornada (24 de Março) |           |                      |
| Equipa 1 | Resultado | Equipa 2             |
| Varzim | 1 - 1     | Paços de Ferreira    |
| Feirense | 3 - 4     | Porto                |
| Braga | 4 - 2     | Vitória de Guimarães |
| Leixões | 0 - 1     | Trofense             |

### Zona Sul

#### Campeonato de Inverno
O Campeonato de Inverno da Zona Sul realizou-se entre 21 de Outubro de 2009 e 27 de Janeiro de 2010.
O sorteio das jornadas foi divulgado a 15 de Outubro:
Equipas participantes
Belenenses
- Benfica
- Mafra
- Sporting
- Estrela da Amadora

##### Classificação
|    | Equipa             | Pts | J | V | ESG | ECG | D | GM | GS | +/- | Comentários                   |
| -- | ------------------ | --- | - | - | --- | --- | - | -- | -- | --- | ----------------------------- |
| 1. | Mafra              | 9   | 4 | 3 | 0   | 0   | 1 | 7  | 3  | +4  | Apurados para a fase seguinte |
| 2. | Sporting           | 8   | 4 | 2 | 0   | 1   | 1 | 8  | 5  | +3  | Apurados para a fase seguinte |
| 3. | Estrela da Amadora | 7   | 4 | 1 | 0   | 2   | 1 | 5  | 6  | -1  |                               |
| 4. | Benfica            | 5   | 4 | 1 | 0   | 1   | 2 | 7  | 8  | -1  |                               |
| 5. | Belenenses         | 3   | 4 | 1 | 0   | 0   | 3 | 3  | 8  | -5  |                               |

##### Jornadas
| 1ª Jornada (21 de Outubro) | 1ª Jornada (21 de Outubro) | 1ª Jornada (21 de Outubro) |
| -------------------------- | -------------------------- | -------------------------- |
| Equipa 1                   | Resultado                  | Equipa 2                   |
| Benfica                    | 4 - 1                      | Belenenses                 |
| Mafra                      | 2 - 0                      | Estrela da Amadora         |
| Folga:Sporting             |                            |                            |

| 2ª Jornada (4 de Novembro) | 2ª Jornada (4 de Novembro) | 2ª Jornada (4 de Novembro) |
| -------------------------- | -------------------------- | -------------------------- |
| Equipa 1                   | Resultado                  | Equipa 2                   |
| Belenenses                 | 1 - 0                      | Mafra                      |
| Estrela da Amadora         | 2 - 2                      | Sporting                   |
| Folga:Benfica              |                            |                            |

| 3ª Jornada (25 de Novembro) | 3ª Jornada (25 de Novembro) | 3ª Jornada (25 de Novembro) |
| --------------------------- | --------------------------- | --------------------------- |
| Equipa 1                    | Resultado                   | Equipa 2                    |
| Sporting                    | 2 - 0                       | Belenenses                  |
| Mafra                       | 3 - 1                       | Benfica                     |
| Folga:Estrela da Amadora    |                             |                             |

| 4ª Jornada (16 de Dezembro) | 4ª Jornada (16 de Dezembro) | 4ª Jornada (16 de Dezembro) |
| --------------------------- | --------------------------- | --------------------------- |
| Equipa 1                    | Resultado                   | Equipa 2                    |
| Belenenses                  | 1 - 2                       | Estrela da Amadora          |
| Benfica                     | 1 - 3                       | Sporting                    |
| Folga:Mafra                 |                             |                             |

| 5ª Jornada (27 de Janeiro) | 5ª Jornada (27 de Janeiro) | 5ª Jornada (27 de Janeiro) |
| -------------------------- | -------------------------- | -------------------------- |
| Equipa 1                   | Resultado                  | Equipa 2                   |
| Estrela da Amadora         | 1 - 1                      | Benfica                    |
| Sporting                   | 1 - 2                      | Mafra                      |
| Folga:Belenenses           |                            |                            |

#### Campeonato de Primavera
O Campeonato de Primavera da Zona Sul realizar-se-à entre 3 de Fevereiro e 24 de Março de 2010.
Por desistência do Estrela da Amadora, o Estoril Praia ocupou a vaga nesta fase.

##### Classificação
|    | Equipa        | Pts | J | V | ESG | ECG | D | GM | GS | +/- | Comentários                                   |
| -- | ------------- | --- | - | - | --- | --- | - | -- | -- | --- | --------------------------------------------- |
| 1. | Sporting      | 9   | 4 | 2 | 1   | 1   | 0 | 5  | 3  | +2  | Apuramento garantido no campeonato de inverno |
| 2. | Benfica       | 7   | 4 | 1 | 0   | 2   | 1 | 6  | 5  | +1  | Apurados para a fase seguinte                 |
| 3. | Estoril Praia | 7   | 4 | 2 | 1   | 0   | 1 | 4  | 3  | +1  | Apurados para a fase seguinte                 |
| 4. | Belenenses    | 5   | 4 | 1 | 0   | 1   | 2 | 3  | 4  | -1  |                                               |
| 5. | Mafra         | 4   | 4 | 0 | 0   | 4   | 0 | 2  | 5  | -3  |                                               |

##### Jornadas
| 1ª Jornada (3 de Fevereiro) | 1ª Jornada (3 de Fevereiro) | 1ª Jornada (3 de Fevereiro) |
| --------------------------- | --------------------------- | --------------------------- |
| Equipa 1                    | Resultado                   | Equipa 2                    |
| Belenenses                  | 1 - 0                       | Benfica                     |
| Estoril Praia               | 0 - 0                       | Sporting                    |
| Folga:Mafra                 |                             |                             |

| 2ª Jornada (17 de Fevereiro) | 2ª Jornada (17 de Fevereiro) | 2ª Jornada (17 de Fevereiro) |
| ---------------------------- | ---------------------------- | ---------------------------- |
| Equipa 1                     | Resultado                    | Equipa 2                     |
| Mafra                        | 1 - 1                        | Belenenses                   |
| Benfica                      | 3 - 1                        | Estoril Praia                |
| Folga:Sporting               |                              |                              |

| 3ª Jornada (17 de Fevereiro) | 3ª Jornada (17 de Fevereiro) | 3ª Jornada (17 de Fevereiro) |
| ---------------------------- | ---------------------------- | ---------------------------- |
| Equipa 1                     | Resultado                    | Equipa 2                     |
| Belenenses                   | 1 - 2                        | Sporting                     |
| Benfica                      | 1 - 1                        | Mafra                        |
| Folga:Estoril Praia          |                              |                              |

| 4ª Jornada (10 de Março) | 4ª Jornada (10 de Março) | 4ª Jornada (10 de Março) |
| ------------------------ | ------------------------ | ------------------------ |
| Equipa 1                 | Resultado                | Equipa 2                 |
| Sporting                 | 2 - 2                    | Benfica                  |
| Estoril Praia            | 2 - 0                    | Mafra                    |
| Folga:Belenenses         |                          |                          |

| 5ª Jornada (10 de Março) | 5ª Jornada (10 de Março) | 5ª Jornada (10 de Março) |
| ------------------------ | ------------------------ | ------------------------ |
| Equipa 1                 | Resultado                | Equipa 2                 |
| Mafra                    | 0 - 1                    | Sporting                 |
| Belenenses               | 0 - 1                    | Estoril Praia            |
| Folga:Benfica            |                          |                          |

## Quartos-Finais
| Varzim            | 1 - 1 (5-4g.p.) | Porto   | Mafra   | 1 - 4 | Estoril Praia |
| Paços de Ferreira | 1 - 0           | Leixões | Benfica | 2 - 0 | Sporting      |

## Meias-Finais
| Varzim | 0 - 2 | Paços de Ferreira | Estoril Praia | 2 - 2 (4-3g.p.) | Benfica |

## Final
| Equipa1           | Resultado | Equipa2       |
| ----------------- | --------- | ------------- |
| Paços de Ferreira | 1–2       | Estoril Praia |